# Condado de Villalba (1617)
El condado de Villalba es un título nobiliario español creado el 1 de mayo de 1617 por el rey Felipe III de España a favor de Bernardino de Ayala y Guzmán.

## Denominación
Su denominación hace referencia al municipio Villalba de los Llanos en la comarca del Campo de Salamanca, en la provincia de Salamanca, Castilla y León. 

## Condes de Villalba

Escudo de Villalba de los Llanos, provincia de Salamanca

|                                 | Titular                                                  | Periodo                 |
| Creación por Felipe III         | Creación por Felipe III                                  | Creación por Felipe III |
| ------------------------------- | -------------------------------------------------------- | ----------------------- |
| I                               | Bernardino de Ayala y Guzmán                             | 1617-1643               |
| II                              | Bernardino de Ayala y Córdoba                            | 1643-¿?                 |
| III                             | Francisca de Ayala y Córdoba                             | ¿?-¿?                   |
| IV                              | José Antonio López de Zúñiga y Ayala                     | ¿?-1702                 |
| V                               | Baltasar de Zúñiga y Ayala                               | 1702-1710               |
| VI                              | Valerio Antonio de Zúñiga y Ayala                        | 1710-1750               |
| VII                             | Valerio de Zúñiga y Fernández de Córdoba                 | 1750-1751               |
| VIII                            | María Vicenta de Zúñiga Ramírez de Arellano y Pacheco    | 1751-1773               |
| IX                              | María de la Portería Osorio de Moscoso de Zúñiga         | 1773-1776               |
| X                               | Manuel Bernardino de Carvajal y Zúñiga                   | 1776-1783               |
| XI                              | Ángel María de Carvajal y Gonzaga                        | 1783-1793               |
| XII                             | Manuel Guillermo de Carvajal y Fernández de Córdoba      | 1793-1816               |
| XIII                            | Ángel María de Carvajal y Fernández de Córdoba y Gonzaga | 1816-1839               |
| XIV                             | Ángel María de Carvajal y Téllez-girón                   | 1839-1890               |
| XV                              | Agustín de Carvajal y Fernández de Córdoba               | 1890-1915               |
| Rehabilitación por Alfonso XIII |                                                          |                         |
| XVI                             | Alfonso Agustín de Carvajal y Guzmán                     | 1921-1956               |
| XVII                            | Alfonso de Carvajal y Fernández de Córdoba               | 1956-2000               |
| XVIII                           | Alfonso de Carvajal y Kindelán                           | 2000-actual titular     |

## Historia de los condes de Villalba
- Bernardino de Ayala y Guzmán (m. 19 de mayo de 1643), I conde de Villalba.[1]

Casó con Francisca de Córdoba y Osorio. Le sucedió su hijo:
- Bernardino de Ayala y Córdoba, II conde de Villalba,[2] maestre de campo en Flandes y gentilhombre de cámara.[3]

Casó con Luisa Osorio de Sarmiento, V señora de Abarca, hija de Luis Álvarez Osorio de Guzmán, señor de Abarca y de Villaramio y de Francisca Sarmiento de los Cobos de Mendoza y Luna. Le sucedió su hija:
- Francisca de Ayala y Osorio, III condesa de Villalba.[2]

Casó con Manuel de Zúñiga y Ramírez de Arellano, V marqués de Aguilafuente. Le sucedió su hijo:
- José Antonio López de Zúñiga y Ayala (Aguilafuente, 29 de enero de 1652-Valladolid, 1702),[4] IV conde de Villalba y VI marqués de Aguilafuente.[2]

Sin descendencia, le sucedió su hermano:
- Baltasar de Zúñiga y Ayala (Cuéllar, 28 de diciembre de 1657[5]-c. 1710), V conde de Villalba y VII marqués de Aguilafuente.[2]

Murió soltero después de haber testado el 2 de febrero de 1710. Le sucedió su hermano:
- Valerio Antonio de Zúñiga y Ayala (m. 26 de enero de 1750), VI conde de Villalba.[2] y VIII marqués de Aguilafuente.[6]

Casó, en mayo de 1707, siendo su segundo esposo, con Ana María Manuela Fernández de Córdoba Pimentel y Fernández de Córdoba (1688-1726), VIII marquesa de Távara, VI condesa de Villada y señora de Villafáfila, hija de Francisco Fernández de Córdoba, VIII duque de Sessa y VI duque de Baena, y de Ana María Pimentel de Córdoba, VI marquesa de Távara.  Le sucedió su hijo:
- Valerio de Zúñiga y Fernández de Córdoba (m. 11 de febrero de 1751),[9] VII conde de Villalba,[10] IX marqués de Aguilafuente,[10] XII conde de Aguilar de Inestrillas,[9] y XVI señor de los Cameros.[10]

Casó, en 21 de junio de 1730, con María Antonia Pacheco y Téllez-Girón, hija de los V duques de Uceda. Sucedió su hija:
- María Vicenta de Zúñiga Ramírez de Arellano y Pacheco (m. 1773), VIII condesa de Villalba,[10] X marquesa de Aguilafuente,[11] XIII condesa de Aguilar de Inestrillas y XVII señora de los Cameros.[11][10]

Casó con Vicente Osorio de Moscoso, gentilhombre de cámara, embajador en Turín y en Viena. Le sucedió su hija:
- María de la Portería Osorio de Moscoso de Zúñiga (m.  18 de septiembre de 1776), IX condesa de Villalba, XI marquesa de Aguilafuente desde 1771,[10] XIV condesa de Aguilar de Inestrillas[9] y XVIII señora de los Cameros.[10]

Casó, en Madrid, el 4 de mayo de 1774, con Francisco de Paula de la Cerda y Cernesio, hijo de los condes de Parcent. Sin descendencia, le sucedió su tío segundo.
- Manuel Bernardino de Carvajal y Zúñiga (Cáceres, 13 de diciembre de 1739-Cáceres, 6 de diciembre de 1783),[12] X conde de Villalba,[13] XII marqués de Aguilafuente,[13][11] V marqués de Sardoal,[13] V duque de Abrantes,[14] VI duque de Linares,[13] VI marqués de Puerto Seguro, VII marqués de Valdefuentes, IV conde de la Quinta de la Enjarada, VI conde de la Mejorada, XV conde de Aguilar de Inestrillas[13] y consiliario de la Real Academia de Bellas Artes de San Fernando desde 1770.[12] Era hijo de Juan Antonio de Carvajal y Láncaster, IV marqués de Sardoal,[13] IV duque de Abrantes,[14] V duque de Linares,[13] VI marqués de Valdefuentes, V marqués de Puerto Seguro, V conde de la Mejorada y III conde de la Quinta de la Enjarada,[13] y de su esposa, Francisca de Paula de Zúñiga y Arellano.[12]

Casó, el 13 de diciembre de 1758, con María Micaela Gonzaga y Caracciolo (m. 9 de abril de 1777), hija del príncipe Francesco Gonzaga, I  duque de Solferino y de Giulia Quiteria Caracciolo. Le sucedió su hijo:
- Ángel María de Carvajal y Gonzaga (Madrid, 2 de marzo de 1771-13 de mayo de 1793), XI marqués de Villalba,[13]  XIII marqués de Aguilafuente,[13] VI marqués de Sardoal,[13] VI duque de Abrantes,[15] VII duque de Linares,[13] VIII marqués de Valdefuentes, VII marqués de Puerto Seguro, VIII marqués de Navamorcuende,[13] V conde de la Quinta de la Enjarada, XVI conde de Aguilar de Inestrillas y VII conde de la Mejorada.

Casó, en 1788, con María Vicenta Soledad Fernández de Córdoba y Pimentel, hija de Pedro de Alcántara Fernández de Córdoba, XII duque de Medinaceli, y de su segunda esposa, María Petronila de Alcántara Enríquez y Cernesio, VII marquesa de Mancera, grande de España. Le sucedió su hijo:
- Manuel Guillermo de Carvajal y Fernández de Córdoba (Madrid, 1790-1816),[16] XII conde de Villalba,[13] XIV marqués de Aguilafuente,[13] VII duque de Abrantes,[16] VIII duque de Linares,[13] VII marqués de Sardoal, IX marqués de Valdefuentes, VIII marqués de Puerto Seguro, IX marqués de Navamorcuende,[13] VI conde de la Quinta de la Enjarada, XVII conde de Aguilar de Inestrillas,  VIII conde de la Mejorada y XXI señor de los Cameros.[13]

Falleció soltero. Le sucedió su hermano:
- Ángel María de Carvajal y Fernández de Córdoba y Gonzaga (baut. Madrid, iglesia de San Sebastián, 17 de septiembre de 1793-20 de abril de 1839), XIII conde de Villalba,[13] XV marqués de Aguilafuente,[13] VIII duque de Abrantes,[16] IX duque de Linares,[13] IX marqués de Puerto Seguro, VIII marqués de Sardoal, X marqués de Valdefuentes, X marqués de Navamorcuende,[13] VII conde de la Quinta de la Enjarada, XVIII conde de Aguilar de Inestrillas, IX conde de la Mejorada,  caballerizo mayor de la reina Isabel II, ballestero y montero mayor.[18]

Casó, el 1 de enero de 1813, en Cádiz, con Manuela Téllez Girón y Pimentel, II condesa de Coquinas, Le sucedió su hijo:
- Ángel María de Carvajal y Téllez-Girón (Madrid, 20 de noviembre de 1815-Madrid, 3 de enero de 1890), XIV conde de Villalba,[19] XVI marqués de Aguilafuente,[13] IX duque de Abrantes,[16] X duque de Linares,[19] IX marqués de Sardoal, XI marqués de Valdefuentes, X marqués de Puerto Seguro, XI marqués de Navamorcuende,[19] VIII conde de la Quinta de la Enjarada, XIX conde de Aguilar de Inestrillas y X conde de la Mejorada.

Casó en primeras nupcias, el 10 de febrero de 1840 con María África Fernández de Córdoba y Ponce de León (m. 1866), hija de Luis Fernández de Córdoba-Figueroa y Aragón, XIV duque de Medinaceli, y de su esposa María de la Concepción Ponce de León y Carvajal.  Contrajo un segundo matrimonio, el 27 de abril de 1874, con Josefa Jiménez Molina Jiménez (m. 1903). Sucedió su hijo del primer matrimonio:
- Agustín de Carvajal y Fernández de Córdoba (Madrid, 12 de marzo de 1848-29 de noviembre de 1915), XV conde de Villalba,[21] XX conde de Aguilar de Inestrillas, caballero de la Orden de Montesa y gentilhombre de cámara del rey.[21]

Casó, en 20 de octubre de 1873, con Isidra Quesada y Gutiérrez de los Ríos, III marquesa de Miravalles, grande de España, hija de Jenaro de Quesada y Mathews, I marqués de Miravalles, y de su esposa, Carolina Gutiérrez de los Ríos y Rodríguez de Luna. Le sucedió su nieto, hijo de Agustín Carvajal de Quesada (1875-1941), XXI conde de Aguilar de Inestrillas y IV marqués de Miravalles, y de su esposa Mercedes de Guzmán y O'Farrill.
Rehabilitado en 1921 por
- Alfonso Agustín de Carvajal y Guzmán (1909-1956), XVI conde de Villalba[27][28] y XXII conde de Aguilar de Inestrillas.[9]

Casó, en 1937, con María de los Ángeles Fernández de Córdoba y Parella. Le sucedió su hijo:
- Alfonso de Carvajal y Fernández de Córdoba (n. Madrid, 18 de enero de 1943), XVII conde de Villalba,[27] teniente coronel del ejército del aire, comendador de la orden del mérito civil y cruz de la Orden de San Hermenegildo.[27]

Casó, en Madrid el 26 de noviembre de 1969, con María de los Dolores Kindelán y Segura. Le sucedió su hijo:
- Alfonso de Carvajal y Kindelán (n. Madrid, 25 de febrero de 1972), XIX conde de Villalba.[27]